# Université de Lagos
'université de Lagos (en anglais : University of Lagos ou Unilag) est une université fédérale située à Lagos à l'ouest du Nigeria.

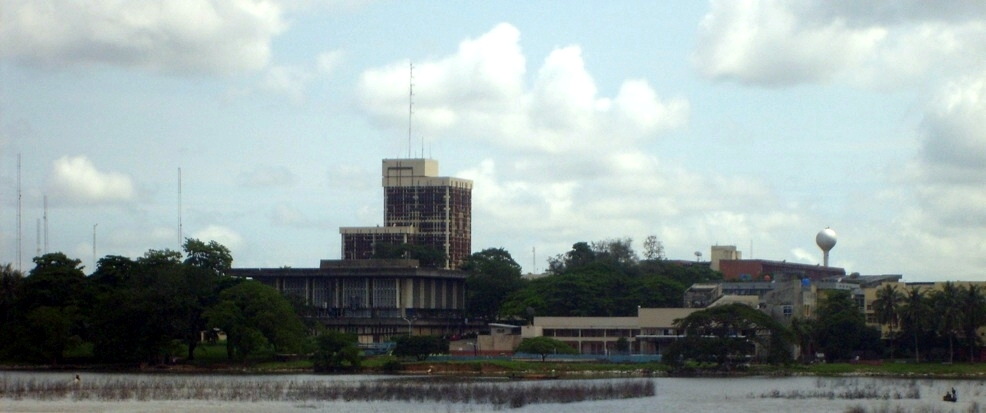
Vue générale.

## Histoire

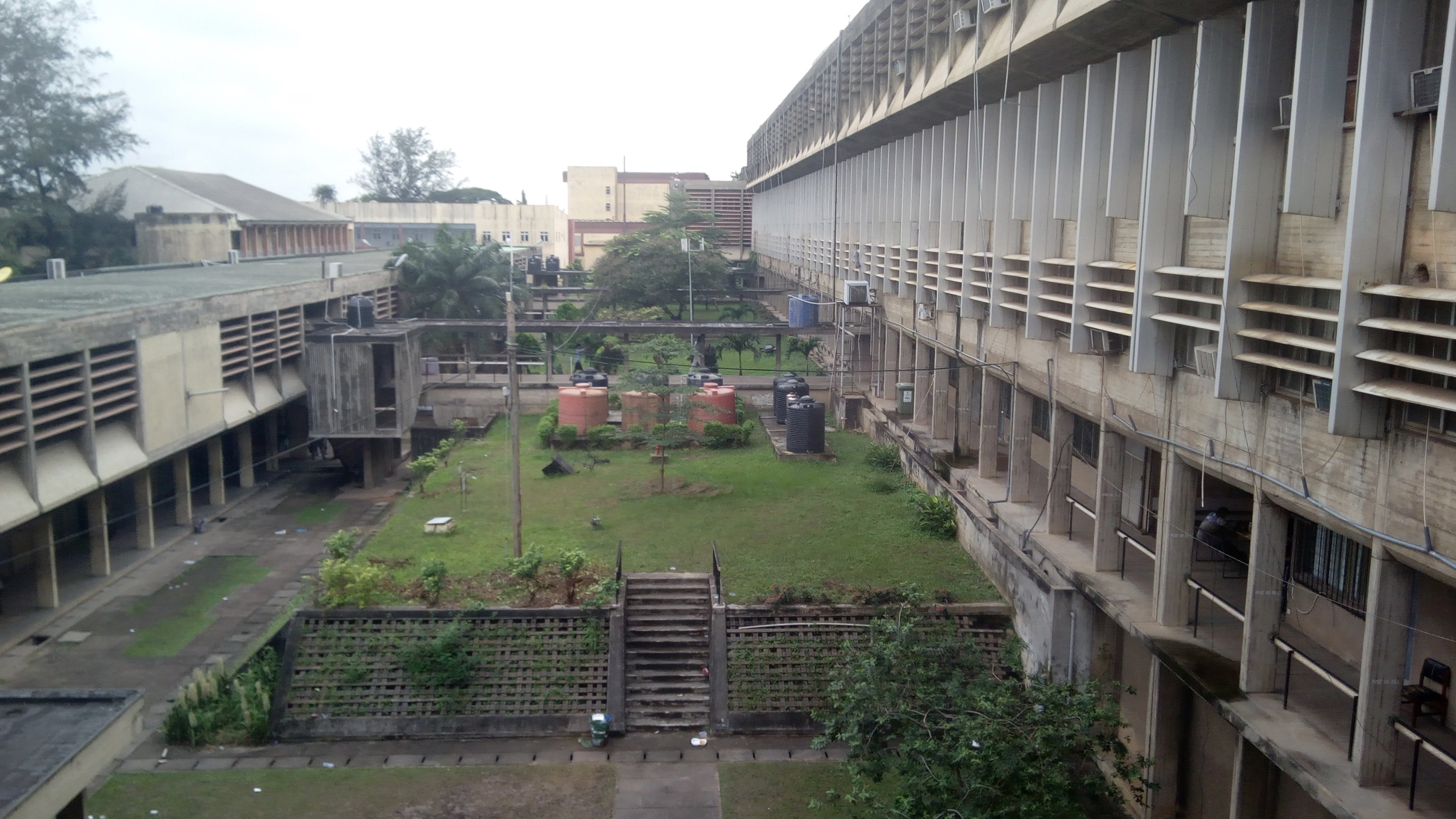
Faculté des sciences.

Le Nigeria proclame son indépendance le 1er octobre 1960. Mais dès le mois de mai 1959, la commission britannique Ashby élabore un projet de planification du développement de l’enseignement supérieur, sur vingt ans, pour le Nigeria. Le rapport de la Commission Ashby, intitulé  Investment in Education, recommande la création d'une nouvelle université à Lagos, la capitale fédérale de l'époque, pour dispenser des études aux étudiants en économie, commerce, administration des affaires et études supérieures en gestion. En 1961, la Commission consultative de l'UNESCO est chargée du programme de mise en place de la nouvelle université par le gouvernement fédéral. Cependant, alors que la Commission Ashby avait envisagé un établissement non résidentiel qui serait  dans le quartier d'affaires du centre de Lagos, la Commission de l'UNESCO opte pour une université plus traditionnelle, «une institution complète et globale» avec hébergement, installée  sur un campus. À la suite de l'acceptation de ce rapport de la Commission de l'UNESCO, l'Université de Lagos est créée le 22 octobre 1962.

## Personnalités liées à l'université

### Professeurs
- Wole Soyinka[3],[4]
- Grace Alele-Williams[5]
- Sophie Oluwole
- Akin Euba
- Ken Saro Wiwa
- Jadesola Akande
- Bolanle Awe
- Peju Layiwola

### Étudiants
- Betty Abah, écrivaine.
- Omoyemi Akerele, entrepreneuse et directrice artistique nigériane.
- Funke Akindele, actrice.
- Bolanle Austen-Peters, juriste et femme d'affaires
- Kemi Lala Akindoju, actrice, productrice et réalisatrice
- Chidinma, chanteuse.
- Stella Damasus, actrice.
- Ousainou Darboe, homme politique de Gambie.
- Ufuoma Ejenobor, modèle et actrice.
- Grace Ekpiwhre, ministre.
- Oby Ezekwesili, ministre, femme politique.
- Funmi Falana, juriste.
- Lisa Folawiyo, styliste de mode.
- Kate Henshaw, actrice.*
- Judith Audu, actrice.
- Guchi, musicienne.
- Genevieve Nnaji, actrice.
- Ramsey Nouah, acteur.
- Yemi Osinbajo, vice-président du Nigeria.
- Helen Paul, actrice.
- Omowunmi Sadik, scientifique.
- Joke Silva, actrice.
- Ijeoma Uchegbu, pharmacologue
- TY Bello, chanteuse et photographe nigériane.
- Unoma Ndili Okorafor, entrepreneuse nigériane.
- Osai Ojigho (1976-), avocate nigériane spécialiste des droits humains et de l'égalité des sexes.
- Kemi Adetiba (1980-), réalisatrice nigériane.
- Kadara Enyeasi, photographe.